# Capriccio (Balakirev)
Pour les articles homonymes, voir Capriccio.
Le Capriccio est une œuvre pour piano de Mili Balakirev composée le 14 avril 1902 (27 avril dans le calendrier grégorien). Éditée la même année par Julius Heinrich Zimmermann, il s'agit de l'une des dernières partitions du compositeur russe.

## Composition
Mili Balakirev compose son Capriccio le 14 avril 1902 (27 avril dans le calendrier grégorien). La partition est éditée la même année à Leipzig, par Julius Heinrich Zimmermann, l'« éditeur idéal » selon le compositeur qui l'avait rencontré en 1899. Le soutien de cet éditeur permet au musicien russe de reprendre la composition, surmontant sa dépression et les incertitudes qui le minaient depuis des années.

## Analyse
Edward Garden considère que le Capriccio de Balakirev est « en ré majeur », malgré les cinq dièses à l'armure des premières mesures. En effet, les modulations incessantes du début (Agitato assai à 
) aboutissent à un Moderato en ré majeur sur un mouvement de mazurka. Guy Sacre souligne ce « ré vacillant, aussi vite converti à des tons étrangers, par chromatisme, lorsque le rythme à trois temps lui-même se laisse infiltrer de figures à deux temps ».
La pièce est remarquable par sa forme en arche (ABCBA) et ses pédales harmoniques prolongées — peut-être inspirées par la pratique du chant orthodoxe et populaire — qui sont une signature de Balakirev : « On citerait malaisément trois pages de suite qui n'en contiennent pas ; sur ce point, il dépasse tous les russes, pourtant spécialistes en la matière ».

## Postérité
André Lischke ne mentionne pas le Capriccio de Balakirev parmi les pièces pour piano composées après 1900. En revanche, Guy Sacre y voit « un autre fleuron (avec la Tarentelle de 1901) parmi ces « œuvres diverses » du vieux Balakirev », et déplore la « méconnaissance » dans laquelle est tenue l'œuvre pour piano du compositeur russe.
Alexandre Paley estime que cette pièce est « l'une des meilleures » de son auteur.

## Discographie
- Balakirev, Intégrale des œuvres pour piano par Alexander Paley (New York, octobre 1992, 6 CD ESS.A.Y Records CD1028/33 / Brilliant Classics)[14] (OCLC 1109982074 et 32601566) et (OCLC 886533155).
- Balakirev, Intégrale des œuvres pour piano par Nicholas Walker (2012 à 2019, Grand Piano GP636 à GP846)[15],[16] (OCLC 163440730 et 43451621)

### Ouvrages généraux
- André Lischke et François-René Tranchefort (dir.), Guide de la musique de piano et de clavecin : Mili Balakirev, Paris, Fayard, coll. « Les Indispensables de la musique », 1987, 870 p. (ISBN 978-2-213-01639-9), p. 72-75.
- Guy Sacre, La musique pour piano : dictionnaire des compositeurs et des œuvres, vol. I (A-I), Paris, Robert Laffont, coll. « Bouquins », 1998, 1495 p. (ISBN 978-2-221-05017-0), p. 246-266.

### Monographies
- (en) Edward Garden, Balakirev : A Critical Study of his Life and Music, Londres, Faber and Faber, 1967, 352 p. (OCLC 464329486, BNF 43004569).